# لحلاح ثلاثي الأوراق
اللحلاح ثلاثي الأوراق (باللاتينية: Colchicum triphyllum) نوع نباتي يتبع جنس اللحلاح من الفصيلة اللحلاحية.

## الموئل والانتشار
موطنه المغرب العربي وتركيا والبلقان وإسبانيا.

## الوصف النباتي
النبات عشبي معمر. النبات سام كبقية أنواع اللحلاح.